# Chrysolina staphylaea
Chrysolina staphylaea es un coleóptero de la familia Chrysomelidae. Fue descrita por Linnaeus en 1758.
Es de color marrón con algo de brillo bronceado. Mide 7-9 mm. Se alimenta de una variedad de plantas, Mentha, Ranunculus repens, Plantago lanceolata, Plantago maritima y Achillea millefolium.
Es nativa de Europa. Se la  ha encontrado en Canadá desde el siglo XIX.